# Giulio Angioni
Pour les articles homonymes, voir Angioni.
Giulio Angioni est un anthropologue et écrivain italien, né à Guasila (Sardaigne) le 28 octobre 1939 et mort le 12 janvier 2017 à Cagliari (Sardaigne).

## Biographie
Giulio Angioni, titulaire d'une chaire d'anthropologie culturelle à l'université de Cagliari, élève d'Ernesto de Martino et en France d'André Leroi-Gourhan, écrivain et érudit de renom, a contribué à l'enrichissement des connaissances  sur l'homme et son environnement culturel en Sardaigne, qu'il a exploré près de quarante ans et a fait découvrir à des centaines de ses étudiants.
Giulio Angioni est l'auteur de plusieurs livres de fiction et d'une douzaine de volumes d'essais en anthropologie.
Présent dans les discussions sur la culture, la littérature, la langue, l'histoire de la Sardaigne, Angioni est un intellectuel qui délaisse heureusement la salle de cours et participe à des initiatives, se mettant en jeu, sans peur de la controverse, dans ses livres et ses articles dans des revues et des journaux.
Mieux connu comme écrivain, Giulio Angioni est, avec Salvatore Mannuzzu et Sergio Atzeni, à l'origine d'une Nouvelle Vague littéraire sarde, à savoir la narration sarde la plus récente, dont les noms les plus connus, avec le trio initial, sont Milena Agus, Marcello Fois, Salvatore Niffoi et Michela Murgia,. Parmi ses nombreux romans, Le Fiamme di Toledo (2006), Assandira (2004), Il sale sulla ferita (1992), Doppio cielo (2010), L'Or sarde (2003), Des milliers d'années (2008) sont considérés comme les meilleurs. 
Son roman Assandira a été adapté au cinéma par le sarde Salvatore Mereu  et traite notamment de tourisme, de mascarade de tradition, de l'humilité du labeur, de manipulation, de honte, ainsi que du lien entre l'homme et l'animal (authentique ou mis en scène), de langue (la perte du sarde au profit de l'italien) et d'identité (son maintien ou sa parodie pour gagner de l'argent). Dans cette transcription du roman d'Angioni sur grand écran, le 1er rôle est tenu par Gavino Ledda auteur du roman autobiographique Padre Padrone: L'Éducation d'un berger sarde.

## Œuvres

### Œuvres littéraires
- L'oro di Fraus (Editori Riuniti 1988, L'Or sarde, Métailié 2003)
- Il sale sulla ferita (Marsilio 1990), (Il Maestrale 2010), finaliste au Prix Viareggio 1990
- Una ignota compagnia (Feltrinelli 1992, (Il Maestrale 2007), finaliste au Prix Viareggio 1992
- Il gioco del mondo (Il Maestrale 1999)
- La casa della palma (Avagliano 2000)
- Millant'anni (Il Maestrale 2002, Des milliers d'années, Éd. du Revif 2008)
- Il mare intorno (Sellerio 2003)
- Assandira (Sellerio 2004)
- Alba dei giorni bui (Il Maestrale 2005, 2009), prix Dessì 2005
- Le fiamme di Toledo (Sellerio 2006), prix Mondello 2006
- La pelle intera (Il Maestrale 2007)
- Afa (Sellerio 2008)
- Tempus (CUEC 2008)
- Gabbiani sul Carso (Sellerio 2010)
- Doppio cielo (Il Maestrale 2010)
- Il dito alzato (Sellerio 2012)
- Sulla faccia della terra (2015)

### Essais d'anthropologie
- Tre saggi sull'antropologia dell'età coloniale, Flaccovio 1973
- Sa laurera: Il lavoro contadino in Sardegna, EDeS 1976e Il Maestrale 2005
- Il sapere della mano: saggi di antropologia del lavoro, Sellerio 1986
- L'architettura popolare in Italia: Sardegna (avec A. Sanna), Laterza, 1988
- I pascoli erranti. Antropologia del pastore in Sardegna, Liguori 1989
- Pane e formaggio e altre cose di Sardegna, Zonza 2000
- Fare dire sentire. L'identico e il diverso nelle culture, Il Maestrale 2011